# NGC 50
NGC 50 là một thiên hà hình elip trong chòm sao Kình Ngư có đường kính 170.000 năm ánh sáng. Nó được phát hiện vào năm 1865 bởi Gaspare Ferrari. Thiên hà này, so với Dải Ngân hà, lớn gấp khoảng 1,5-2 lần. Nó cũng gần với NGC 49.
Các tên khác cho NGC 50 là MCG -1-1-58 và PGC 983.